# Långtjärnen (Lycksele socken, Lappland, 717813-160198)
Långtjärnen är en sjö i Lycksele kommun i Lappland och ingår i Umeälvens huvudavrinningsområde.